# Бад-Либенштайн
Бад-Либенштайн (нем. Bad Liebenstein) — город в Германии, в земле Тюрингия.
Входит в состав района Вартбург. Население составляет 3969 человек (на 31 декабря 2010 года). Занимает площадь 17,35 км². Официальный код — 16 0 63 002.
Город подразделяется на 6 городских районов. Здесь также находится замок Альтенштайн.

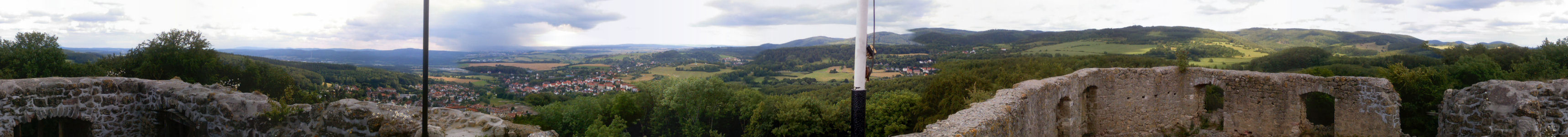
панорама Бад-Либенштайн